# La cuccagna (film 1917)
La cuccagna è un film muto del 1917 diretto da Baldassarre Negroni.